# Bashir Adam
Bashir Adam (21 de julio de 1987) es un deportista alemán que compitió en taekwondo. Ganó dos medallas de bronce en el Campeonato Europeo de Taekwondo, en los años 2006 y 2008.

## Palmarés internacional
| Campeonato Europeo | Campeonato Europeo | Campeonato Europeo | Campeonato Europeo |
| Año                | Lugar              | Medalla            | Categoría          |
| ------------------ | ------------------ | ------------------ | ------------------ |
| 2006               | Bonn (Alemania)    | Medalla de bronce  | –78 kg             |
| 2008               | Roma (Italia)      | Medalla de bronce  | –78 kg             |